# Нарасімагупта
Нарасімагупта Баладітья — правитель імперії Гуптів у Північній Індії.
Був сином Пуругупти та, ймовірно, спадкоємцем Вайнягупти. Йому разом з Ясодарманом з Малави приписують вигнання кочових гунів або ефталітів з рівнин Північної Індії. По смерті Нарасімагупти трон успадкував його син, Кумарагупта III, який здобув перемогу над правителем гунів, Мігіракулою, у дельті Гангу.